# Конопатино
Конопатино — деревня в Сычёвском районе Смоленской области России. Входит в состав Мальцевского сельского поселения. 
Расположена в северо-восточной части области в 4 км к югу от Сычёвки, в 1 км западнее автодороги Р134 «Старая Смоленская дорога» Смоленск — Дорогобуж — Вязьма — Зубцов, на берегу реки Вазуза. В 8 км севернее деревни расположена железнодорожная станция Сычёвка на линии Вязьма — Ржев. 

## История
В годы Великой Отечественной войны деревня была оккупирована гитлеровскими войсками в октябре 1941 года, освобождена в марте 1943 года.